# 永久磁石同期発電機
永久磁石同期発電機（えいきゅうじしゃくどうきはつでんき）は、界磁に永久磁石を用いた同期発電機である。

## 特徴
電磁石同期発電機と比較した場合、界磁励磁のための電源回路が不要である事、また外部の電源回路から回転界磁に電流を導くためのスリップリングやブラシなどの電気的接点がなく、構造が簡単で保守が容易である事等の利点がある。
反面、永久磁石は電磁石に比べ起磁力を強くすることができず、励磁電流の加減による無効電力の調整も不可能である。そのため、比較的小型の機器に採用される。
しかし、近年では技術の進歩から大型の物が製造されるようになり、発電設備で使用されるようになってきている。
発電機としては重量、体積あたりの発電力が高く保守も容易であることから軍用としても注目されている。

## 用途
- 専用コンバータ・インバータと組合わせて回生制動用
- 小型原動機による発電で専用コンバータ・インバータと組合わせて交流系統連系用
- 整流器と組合わせて、自動車用の直流電源（オルタネータ）

ちなみに自転車の発電機（ダイナモ）は最も身近な実用例である